# Холостенко Євген В'ячеславович
Холостéнко Євгéн В'ячеславович (* 1904, Лодзь, Королівство Польське (1815—1915) — † 1945, загинув на фронті, Югославія) — український мистецтвознавець і маляр-монументаліст. Молодший брат архітектора Миколи Холостенка.
Народився у Лодзі (Польща). Мистецьку освіту здобув у Київському художньому інституті (1928, клас М. Бойчука), член АРМУ. Розписував з ін. Селянський санаторій в Одесі (1928).
Автор монографій:
- «В. Овчинніков» (1932)[2],
- «Б. Кратко»[2],
- «З. Толкачов»[2],
- «М. Рокицький», (1933)[2],
- «Василь Седляр»[2] (була запланована на 1934 р., але не вийшла),
- «Монументальне малярство Радянської України» (1932)[2],
- «Український революційний плякат»[2] (спільно з Сергі́єм Томахом, худ. ред — Володимир Вайсблат, 1933).

Під час Другої світової війни старший спостерігач винищувального авіаційного полку Червоної армії.
Загинув 1945 року в Югославії.